# Municipio de Spencer (condado de Douglas)
El municipio de Spencer (en inglés: Spencer Township) es un municipio ubicado en el condado de Douglas en el estado estadounidense de Misuri. En el año 2010 tenía una población de 385 habitantes y una densidad poblacional de 5,5 personas por km².

## Geografía
El municipio de Spencer se encuentra ubicado en las coordenadas 37°0′36″N 92°52′54″O / 37.01000, -92.88167. Según la Oficina del Censo de los Estados Unidos, el municipio tiene una superficie total de 69.94 km², de la cual 69,93 km² corresponden a tierra firme y (0,02 %) 0,01 km² es agua.

## Demografía
Según el censo de 2010, había 385 personas residiendo en el municipio de Spencer. La densidad de población era de 5,5 hab./km². De los 385 habitantes, el municipio de Spencer estaba compuesto por el 98,18 % blancos y el 1,82 % eran de una mezcla de razas. Del total de la población el 1,56 % eran hispanos o latinos de cualquier raza.